# Die Senatorin für Kinder und Bildung
Die Senatorin für Kinder und Bildung der Freien Hansestadt Bremen ist als Bildungssenatorin für den Bereich Bildung als Oberste Landesbehörde zuständig und stellt damit das Bildungsministerium des Landes Bremen dar. Senatorin für Bildung im Senat der Freien Hansestadt Bremen ist seit 2021 Sascha Karolin Aulepp (SPD). Staatsrat ist Torsten Klieme (SPD).

## Geschichte
Im ersten Senat nach dem Zweiten Weltkrieg war der Bereich „Bildung“ beim Senator für Schulen und Erziehung angesiedelt. Oft war der Senator zudem für die Bereiche „Wissenschaft“ bzw. „Kultur“ zuständig. Diese Bereiche liegen heute bei der Senatorin für Wissenschaft und Häfen und beim Senator für Kultur.

## Organisation
Die Dienststelle ist neben dem Senatorinnenbüro in folgende Abteilungen gegliedert:
- Abteilung 1: Zentrale Dienste
- Abteilung 2: Bildung
- Abteilung 3: Frühkindliche Bildung

## Ämter und Einrichtungen
Folgende Dienststellen und Eigenbetriebe sind dem Senator für Kinder und Bildung zugeordnet:
- Allgemeinbildende und Berufsbildende Schulen der Stadtgemeinde Bremen
- Landesinstitut für Schule
- Regionale Beratungs- und Unterstützungszentren (ReBUZ)
- Quartiersbildungszentren (QBZ)
- Landeszentrale für politische Bildung
- Kita Bremen
- Institut für Qualitätsentwicklung (IQHB)

## Liste der Bildungssenatoren
| Name                                                      | Amtsantritt                                                             | Senat                                   | Partei                            |
| Senator für Schulen und Erziehung                         | Senator für Schulen und Erziehung                                       | Senator für Schulen und Erziehung       | Senator für Schulen und Erziehung |
| --------------------------------------------------------- | ----------------------------------------------------------------------- | --------------------------------------- | --------------------------------- |
| Christian Paulmann                                        | 6. Juni 1945 1. August 1945 28. November 1946                           | Vagts Kaisen I Kaisen II                | SPD                               |
| Senator für Schulen und Erziehung, Kunst und Wissenschaft |                                                                         |                                         |                                   |
| Christian Paulmann                                        | 22. Januar 1948                                                         | Kaisen III                              | SPD                               |
| Senator für Bildung                                       |                                                                         |                                         |                                   |
| Willy Dehnkamp                                            | 29. November 1951 28. Dezember 1955 21. Dezember 1959 26. November 1963 | Kaisen IV Kaisen V Kaisen VI Kaisen VII | SPD                               |
| Moritz Thape                                              | 20. Juli 1965 28. November 1967                                         | Dehnkamp Koschnick I                    | SPD                               |
| Senator für Bildung, Wissenschaft und Kunst               |                                                                         |                                         |                                   |
| Moritz Thape                                              | 15. Dezember 1971                                                       | Koschnick II                            | SPD                               |
| Senator für Bildung                                       |                                                                         |                                         |                                   |
| Moritz Thape                                              | 3. November 1975                                                        | Koschnick III                           | SPD                               |
| Horst von Hassel                                          | 7. November 1979                                                        | Koschnick IV                            | SPD                               |
| Horst Werner Franke (kommissarisch)                       | 31. August 1983                                                         | Koschnick IV                            | SPD                               |
| Senator für Bildung, Wissenschaft und Kunst               |                                                                         |                                         |                                   |
| Horst Werner Franke                                       | 10. November 1983 18. September 1985 15. Oktober 1987                   | Koschnick V Wedemeier I Wedemeier II    | SPD                               |
| Henning Scherf                                            | 6. Februar 1990                                                         | Wedemeier II                            | SPD                               |
| Senator für Bildung und Wissenschaft                      |                                                                         |                                         |                                   |
| Henning Scherf                                            | 11. Dezember 1991                                                       | Wedemeier III                           | SPD                               |
| Senator für Bildung, Wissenschaft, Kunst und Sport        |                                                                         |                                         |                                   |
| Bringfriede Kahrs                                         | 4. Juli 1995                                                            | Scherf I                                | SPD                               |
| Senator für Bildung und Wissenschaft                      |                                                                         |                                         |                                   |
| Wilfried Lemke                                            | 7. Juli 1999 4. Juli 2003 8. November 2005                              | Scherf II Scherf III Böhrnsen I         | SPD                               |
| Renate Jürgens-Pieper                                     | 29. Juni 2007                                                           | Böhrnsen II                             | SPD                               |
| Senator für Bildung, Wissenschaft und Gesundheit          |                                                                         |                                         |                                   |
| Renate Jürgens-Pieper                                     | 30. Juni 2011                                                           | Böhrnsen III                            | SPD                               |
| Senator für Bildung und Wissenschaft                      |                                                                         |                                         |                                   |
| Eva Quante-Brandt                                         | 13. Dezember 2012                                                       | Böhrnsen III                            | SPD                               |
| Senator für Kinder und Bildung                            |                                                                         |                                         |                                   |
| Claudia Bogedan                                           | 15. Juli 2015 15. August 2019                                           | Sieling Bovenschulte I                  | SPD                               |
| Sascha Karolin Aulepp                                     | 7. Juli 2021 5. Juli 2023                                               | Bovenschulte I Bovenschulte II          | SPD                               |